# Quincy (Illinois)
Quincy é uma cidade localizada no estado americano de Illinois, no Condado de Adams. A vila foi fundada em 1818. É a sede de condado do condado de Adams.

## Demografia
Segundo o censo americano de 2000, a sua população era de 40.366 habitantes.
Em 2006, foi estimada uma população de 40.034, um decréscimo de 332 (-0.8%).

## Geografia
De acordo com o United States Census Bureau tem uma área de
38,0 km², dos quais 37,9 km² cobertos por terra e 0,1 km² cobertos por água.

## Localidades na vizinhança
O diagrama seguinte representa as localidades num raio de 20 km ao redor de Quincy.